# Marko Tomićević
Marko Tomićević (in serbo Марко Томићевић?; Bečej, 19 aprile 1990) è un canoista serbo vincitore della medaglia d'argento nel K2 1000m a Rio de Janeiro 2016 in coppia con Milenko Zorić.

## Palmarès
- Olimpiadi

Rio de Janeiro 2016: argento nel K2 1000m.
- Mondiali

Mosca 2014: bronzo nel K2 1000m.
Milano 2015: bronzo nel K2 1000m.
Račice 2017: oro nel K2 1000m.
Montemor-o-Velho 2018: bronzo nel K2 1000m.
- Europei

Mosca 2016: bronzo nel K2 1000m.
Plovdiv 2017: argento nel K2 1000m.
Belgrado 2018: oro nel K2 1000m.
- Giochi del Mediterraneo

Pescara 2009: argento nel K1 1000m.
- Europei Under-23

Poznań 2009: bronzo nel K1 1000m.
Mosca 2010: bronzo nel K1 500m.
- Europei Junior

Szeged 2008: oro nel K1 500m e nel K1 1000m.